# Походы французов в Утремер

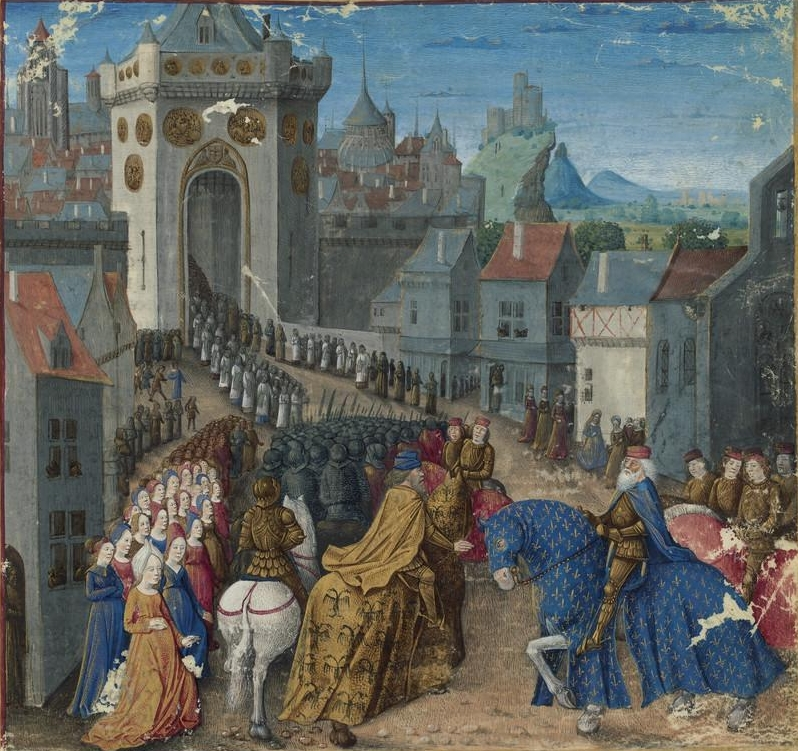
Карл Великий в Константинополе. Миниатюра Жана Коломба из рукописи «Походов французов в Утремер», 1474 г.

«Походы французов в Утремер» (фр. Passages d'outremer), или «Заморские походы французов против турок, сарацин и мавров» (Passages faiz oultre mer par les François contre les Turcqs et autres Sarrazins et Mores oultre marins) — историческое сочинение французского священника, учёного, писателя и переводчика XV века Себастьена Мамро (фр. Sebastien Mamerot), представляющее собой хронику реальных и легендарных военных экспедиций и паломничеств французских королей и полководцев в Святую Землю, со времён Карла Великого до конца XIV столетия.
Название «Утремер» (фр. outre-mer — «земля за морем», «Заморье») в средневековой французской историографии традиционно применялось к государствам крестоносцев в Леванте.

## История создания
Хроника была составлена по заказу Луи де Лаваля, сеньора де Шатильона, губернатора Шампани, советника короля Людовика XI, у которого Себастьен Мамро служил духовником и секретарём. Работу над ней автор, по его собственным словам, начал 14 января 1472 года, и окончил 19 апреля 1474 года.
Составление подобного труда, содержащего, помимо хроник реальных крестовых походов XI—XIV вв., немало легендарной информации, было обусловлено политической и идеологической обстановкой в Западной Европе, сложившейся после активизации турецких завоеваний и падения Константинополя в 1453 году. Папа и некоторые европейские монархи, особенно бургундский герцог Филипп III Добрый, вынашивали идею нового похода против «неверных» в течение довольно долгого времени, которая, однако, так и не была реализована.

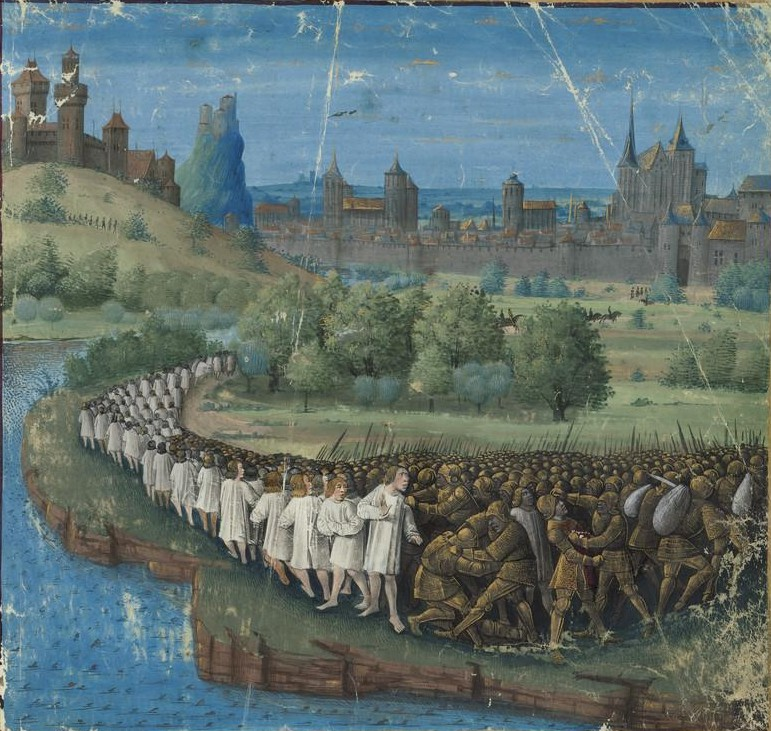
Крестовый поход бедняков (1096). Миниатюра Жана Коломба из рукописи «Походов французов в Утремер», 1474 г.

Вероятными источниками для Мамро послужила «Хроника» Гийома Тирского и его продолжателей, «Большие французские хроники», «Хроники» Жана Фруассара, а также сочинения его старших современников, французских и бургундских историков первой половины и середины XV века, в том числе «Хроника императоров» (фр. La chronique des empereurs) Давида Обера (1462) и «Хроника» Ангеррана де Монстреле (около 1444 г.).

## Описание

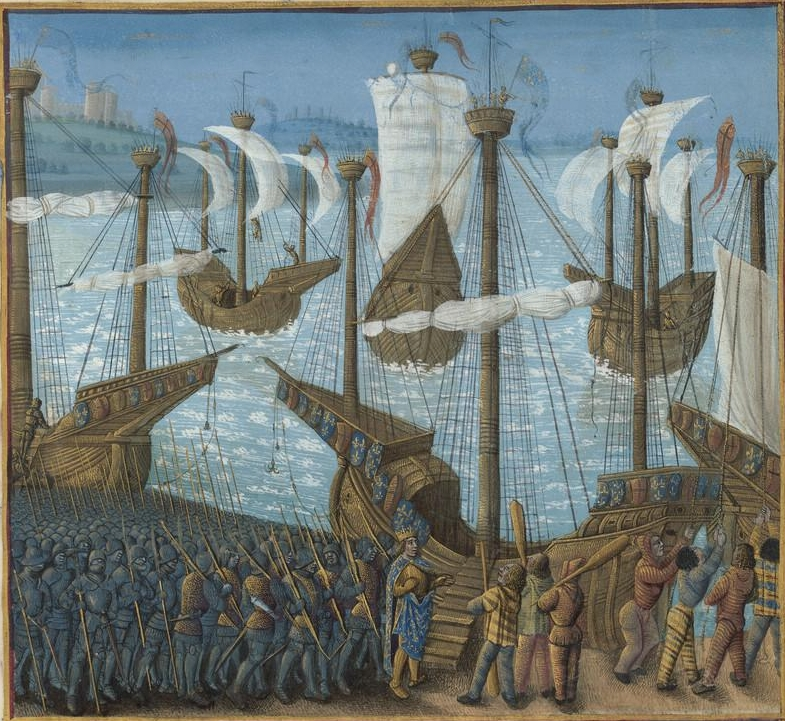
Отправление в Третий крестовый поход. Миниатюра Жана Коломба из рукописи «Походов французов в Утремер», 1474 г.

Представляет собой иллюминированную рукопись на 277 пергаментных листах форматом 32х23 см, содержащую 66 миниатюр, автором большей части которых считается известный художник-миниатюрист Жан Коломб. Помимо него, автором некоторых миниатюр может быть художник Жан де Монлюсон.
Миниатюры довольно точны в своих деталях, однако отражают историко-бытовые и военно-технические реалии XV века, а не раннего и развитого средневековья, событиям которого посвящена значительная часть сочинения.
В настоящее время хранится в Национальной Библиотеке Франции под номером MS fr. 5594.

## Содержание
Текст «Походов французов в Утремер» представляет собой компиляцию реальных и мнимых историй крестовых походов, начиная с легендарного завоевания Иерусалима Карлом Великим, и до битвы при Никополе (1396) и осады Константинополя в 1394—1402 годах.
Кроме того, рукопись содержит в приложении:
- «Мартинианские хроники» (фр. Les Chroniques martiennes, 1458), содержащие краткий обзор всемирной истории.
- «Великая тройка» (фр. Les Trois Grands, 1472) — собрание речей Александра Великого, Помпея и Карла Великого.
- «Перечень французских королей и королев» (фр. L'Ordre des regnes et regnans en France, 1474).
- Послание в стихах бургундскому хронисту Жоржу Шателену.
- Письмо султана Баязида II королю Карлу VIII от 4 июля 1488 года.

## Судьба рукописи
Впоследствии рукопись принадлежала Диане де Пуатье (1500—1566), затем Шарлю-Анри де Клермон-Тоннеру (1571—1640), а в XVII веке попала к кардиналу Джулио Мазарини. От него она в 1668 году попала в королевскую библиотеку, собрание которой в ходе Великой Французской революции сделалось общенациональным достоянием.
Известны ещё две более поздние рукописи сочинения Мамро, также хранящиеся в Национальной библиотеке Франции (MS Фр.2626 и Ru.4769). В 1512 году одна из них была частично опубликована в Париже издателем Мишелем Ленуаром, а в 1525 году там же переиздана королевским библиотекарем Франсуа Рено. 
Комментированное научное издание «Походов французов в Утремер» выпущено 2009 году в Париже под редакцией Тьерри Делькура, Фабри Масанеса и Даниэля Керуэля, и переиздано в 2016 году в Кёльне. Академические переводы на немецкий и испанский опубликованы в 2001 году в Париже и в 2012 году в Мадриде.

## Издания
- Codice illustres. Les plus beaux manuscrits enluminés du monde (400-1600). Trad. de l'allemand par Ingo Walther et Norbert Wolf. — Paris: Taschen, 2001. — 504 p. — ISBN 3-8228-5963-X.
- Une chronique des croisades: Les passages d'Outremer par Sébastien Mamerot. Publ. par Thierry Delcourt, Fabrice Masanès, Danielle Quéruel. — Paris; Köln; Hong-Kong: Taschen, 2009. — 816 p.
- La gran historia de las Cruzadas: Sébastien Mamerot. Les passages d'Outremer. Ed. Alfonso García Leal. — Madrid: Club bibliofilo Versol, 2012. — 287 fol., 349 p.
- Une chronique des croisades: Les passages d'Outremer par Sébastien Mamerot. Publ. par Thierry Delcourt, Fabrice Masanès, Danielle Quéruel. — Köln: Taschen, 2016. — 757 p. — ISBN 978-3-8365-5444-2.